# Thomandersia laurifolia
Thomandersia laurifolia, manje drvo ili grm iz kišnih šuma Kameruna, Liberije, Nigerije, Konga, Gabona, Srednjoafričke Republike i Ekvatorijalne Gvineje.
Naraste do 15 stopa visine (4.5 m)

## Vanjske poveznice
- JSTOR